# Browning Hi-Power
De Browning Hi-Power is een semiautomatisch single action pistool met een kaliber van 9 millimeter. Het is een van de meest verbreide pistolen ooit.
Oorspronkelijk heette het wapen de Browning Grand Puissance of Browning GP of, in het Engels, Browning High Power of Browning HP. Sinds de Tweede Wereldoorlog wordt hij meestal aangeduid als Browning Hi-Power. Vaak wordt de naam afgekort tot BHP of HP. Ook wordt hij wel aangeduid met P-35, HP-35 (vanwege de introductie in 1935), GP (van de Franse naam "Grande Puissance") en BAP (Browning Automatisch Pistool).

## Ontwikkeling

Dubbelkolom magazijn

Op 9 mei 1921 publiceerde het Franse leger een verzoek voor een groot en krachtig semiautomatisch pistool, met een kaliber van ongeveer 9 mm, een loop van ongeveer 20 cm lang en een magazijncapaciteit van ten minste 15 patronen. Het wapen mocht niet meer dan één kilogram wegen en moest zijn voorzien van een verstelbaar vizier met schaalverdeling, voor een maximaal bereik van 600 meter. Het wapen moest ook kunnen worden voorzien van een aanzetkolf.:p13 John Browning, op dat moment de hoofdontwerper van FN, ging aanvankelijk niet op het Franse verzoek in omdat hij vond dat toenmalige standaard patroonhouders die zeven of acht patronen bevatten voldoende waren.:pp. 3-4
Dieudonné Saive, op dat moment assistent van Browning bij FN, ontwikkelde daarop een patroonhouder met een dubbele rij patronen waardoor er meer patronen in pasten. Hij testte zijn ontwerp met een aangepaste FN Browning 1903. Nadat Browning de patroonhouders had gezien ontwierp hij twee 9 mm pistolen, gebaseerd op zijn Model 1911; één met afsluitervergrendeling (‘locked breech’) en één zonder (‘simple blowback’), en beide met Saive’s dubbelkoloms patroonhouder voor 16 patronen. Browning en Colt's Patent Fire Arms Manufacturing Co. vroegen op 28 juni 1923 Amerikaans octrooi aan voor de versie mèt afsluitervergrendeling. Het octrooi werd verleend op 22 februari 1927, vier maanden nadat John Browning aan een hartaanval overleed in het kantoor van zijn zoon Val Browning, die zijn vertegenwoordiger was bij FN. Colt concentreerde zich volledig op de productie van zijn succesvolle Model 1911, daarom bood Val Browning het ontwerp van de nieuwe 9 mm aan FN aan. FN bracht het ontwerp, enigszins aangepast, op de markt als de FN Browning Grand Rendement (GR).:pp. 3-4 Na het verlopen van de patenten op het Model 1911, verbeterde Saive de GR tot FN Browning model 1928.
Nadat Browning in 1926 overleed verbeterde Saive het wat grote en onhandige GR ontwerp. Hij verbeterde onder andere het veiligheidsmechanisme en verkortte de handgreep. Daardoor werd ook de patroonhouder korter en pasten er nog 13 patronen in. De Fransen kozen uiteindelijk na jarenlange beproevingen voor het Franse 7,65 mm pistool SACM 1935a, dat veel overeenkomsten met Browning modellen vertoonde.:p43
In 1933 bestelde het Belgische Ministerie van Landsverdediging 1000 pistolen van de uiteindelijke versie van het ontwerp van Browning en Saive voor (troepen)beproevingen. Deze eerste order werd op 23 mei 1935 geleverd en door de Belgen in gebruik genomen als Pistool Model 1935.:p67 De Belgen plaatsten tussen 1935 en 1939 diverse vervolgorders.

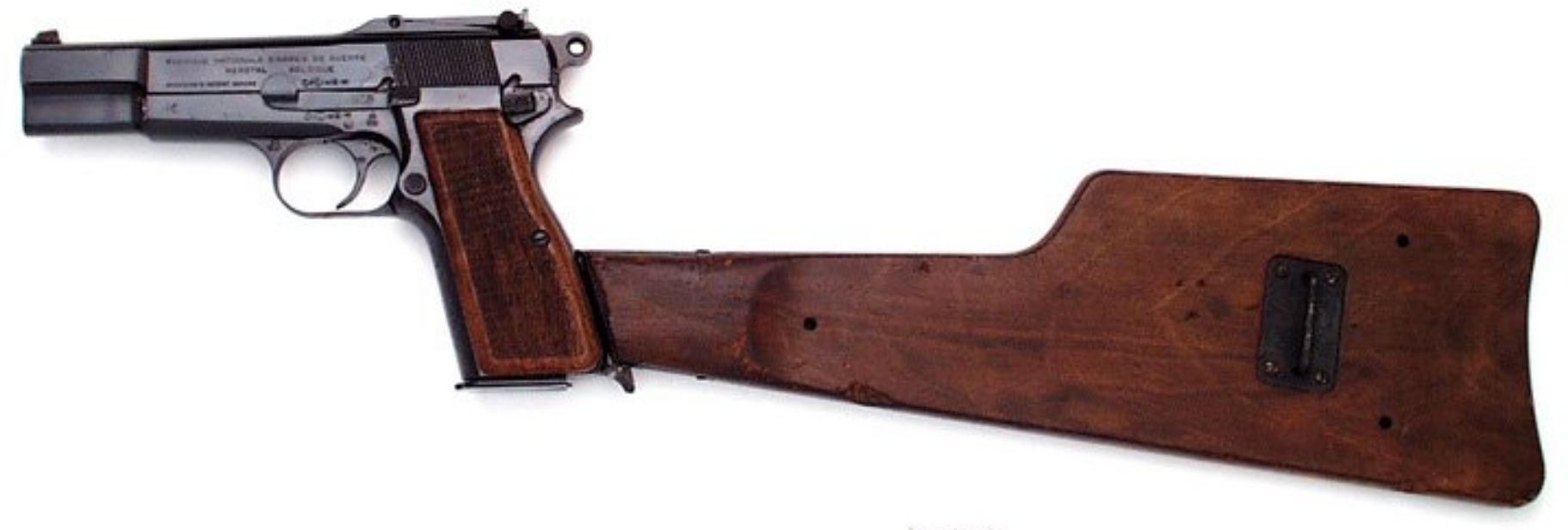
FN Browning HP met aanzetkolf

In 1935 bracht FN het wapen op de markt onder de Franse naam Browning Grand Puissance of Browning GP en de engelse naam Browning High Power (tegenwoordig meestal geschreven als Browning Hi-Power) of Browning HP. FN bood twee versies aan: een versie met een verstelbaar laddervizier en een sleuf achter in de handgreep voor een aanzetkolf, en een versie met vaste richtmiddelen, zonder sleuf.:p43 De wapens werden door FN geproduceerd in Herstal bij Luik.
Het nieuwe wapen werd al snel goed verkocht en werd uiteindelijk een van de meest verbreide pistolen ooit. Toen de Duitsers in 1940 België binnenvielen waren er al 56.000 exemplaren verkocht.
De Hi-Power was het enige vuurwapen dat tijdens de Tweede Wereldoorlog geproduceerd en organiek verstrekt werd door zowel de geallieerden als de Asmogendheden.

## Tweede Wereldoorlog

### Productie in bezet België
Tijdens de oorlogsjaren lieten de Duitsers de fabrieken van FN de Browning Hi-Power produceren voor de Wehrmacht, waar het wapen vooral verstrekt werd aan Waffen-SS en Fallschirmjäger. In totaal werden er zo’n 319.000:p81 pistolen voor de Duitsers gemaakt. De Duitsers noemden het wapen Pistole 640(b) waarbij de (b) staat voor ‘Belgisch’. De eerste wapens werden nog gemaakt van onderdelen die nog op voorraad lagen, maar daarna vereenvoudigden de Duitsers het wapen. Zo lieten ze de sleuf voor aanzetkolf weg en maakten alleen wapens met vaste richtmiddelen.

### Productie in Canada

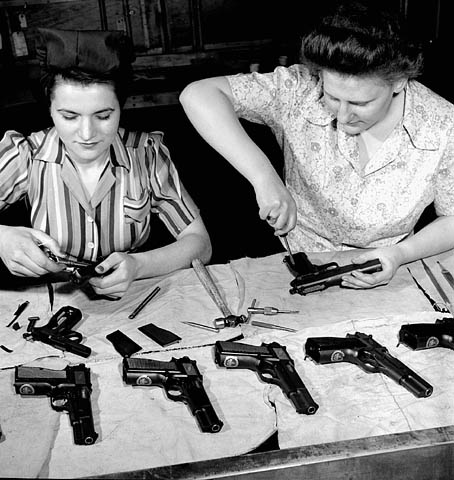
Assemblage van High Powers bij Inglis in Toronto (1944)

Saive, die sinds 1930 FN’s hoofdontwerper (“Chef de Service”) was, vluchtte met vier andere FN werknemers (directeur Gustave Joassart onderdirecteur René Laloux, J. Vogels en E. Dufrasne) uit het bezette België, en kwamen via Frankrijk, Spanje en Portugal in 1941 aan in Groot-Brittannië. Vanuit Londen behartigden zij tijdens de Tweede Wereldoorlog de belangen van FN.:p83
Saive ging bij Royal Small Arms Factory, Enfield Design Department in de Drill Hall in Cheshunt (Engeland) verder met het ontwerp van zijn nieuwe geweer, waarvan 50 prototypes 7.92×57mm gemaakt werden in 1943 ("EXP-1" of "SLEM-1" ("Self-Loading Experimental Model-1")). Na de oorlog werd hieruit het FN Model 1949 ontwikkeld. Daarnaast maakte Saive met behulp van verschillende door de Britten beschikbaar gestelde vooroorlogse FN pistolen door ‘reverse-engineering’ nieuwe productietekeningen van de High-Power om deze voor de geallieerden te laten produceren (de originele ontwerpen waren in bezet België achtergebleven).:p83
In juni 1941 was er bij de Canadese firma John Inglis and Company een Nationalistisch Chinese delegatie op bezoek geweest om Bren machinegeweren en andere spullen voor de troepen van Nationalistisch China. Men vroeg ook om Browning High-Power pistolen, waarvan ze er voor de oorlog een aantal in België hadden gekocht, maar Inglis kon deze toen niet leveren.
In april 1943 autoriseerde de Canadese ‘Mutual Aid Board’ oorlogsleningen ter waarde van 100 miljoen Canadese dollar aan Nationalistisch China, om daarmee in Canada wapens aan te schaffen voor gebruik in hun strijd tegen de Japanners. De Chinezen wilden daarvoor onder andere 180.000 Browning High Powers kopen bij Inglis. Deze wapens moesten geleverd worden met afneembare houten ‘kolfholsters’, zoals de in China veelgebruikte Mauser C96 ook had. Inglis verkreeg van de directie van FN in ballingschap licentie om de wapens te produceren. De kolfholsters werden in 1944 en 1945 gemaakt door Small Arms Limited in Mississauga, Ontario. Een team van FN, bestaande uit Saive, Laloux, Vogels en Dufrasne toog naar Toronto en hielp Inglis met het ontwerp en het opstarten van de productie.
Zodra de Britse SOE hoorde dat een commonwealth bedrijf Browning High-Powers ging produceren wilden zij het wapen ook, ter vervanging van hun Webley Mk IV en Enfield No. 2 revolvers. De Britten bestelden 50.000 Hi-Powers met vaste richtmiddelen bij Inglis.
Inglis leverde de eerste Chinese wapens in februari 1944, maar transport naar Nationalistisch China was lastig. Bovendien werd de steun aan Nationalistisch China stopgezet omdat bleek dat de Chinezen niet de Japanners maar elkaar bevochten. Inglis’ Chinese contract werd geannuleerd nadat er ca. 20.000 pistolen waren geproduceerd. Daarvan zijn er slechts 4.000 geleverd aan Nationalistisch China. Ca. 14.500 wapens strandden in depots in Karachi. Daarvan gingen er ca. 6.000 naar de SOE. De rest werd overgenomen door het Canadese leger. Eind 1944 werd de Hi-Power het standaard vuistvuurwapen van het Canadese leger, wat ertoe leidde dat de Britten het wapen later ook als standaard vuistvuurwapen in gebruik namen.
Eind 1945 bestelde Nationalistisch China opnieuw BHP’s bij Inglis. Er waren ca. 40.000 pistolen geleverd voordat duidelijk werd dat de communisten de burgeroorlog wonnen en de leveringen aan Nationalistisch China stopten.
De door Inglis geproduceerde versie met laddervizier, en voorzien van een sleuf voor een aanzetkolf wordt Chinese Hi-Power of No. 1, Hi-Power genoemd. Het laddervizier is gekalibreerd tot 500 meter.:p98 Inglis’ versie met vaste richtmiddelen is de No. 2 Mk1 Hi-Power, deze wijkt op enkele punten af van het origineel van FN. Zo is hij voorzien van een vierkante ‘Inglis’ vizierkeep op een verhoging achterop de slede.:p103, en heeft de vizierkorrel een rechte achterkant, terwijl het originele model een halvemaanvormige vizierkorrel heeft. In 1944 werd er een kleine aanpassing gedaan aan de uitwerper en patroontrekker van de No. 2 Mk1. De gemodificeerde No. 2 Mk1’s kregen de aanduiding No. 2 Mk1*.:p111
Er kwamen ook ‘Canadese’ pistolen terecht bij geallieerde troepen in Europa, waar ze voor het eerst gebruikt werden tijdens Operatie Varsity, een luchtlandingsoperatie in 1944 met als doel de Rijn over te steken en het belangrijke Ruhrgebied in handen te krijgen.
Inglis’ produceerde de Hi-Power van februari 1944 tot en met september 1945 in totaal ca. 151.000 pistolen, waarvan ongeveer 50.000 No. 1.:p129
In Canada werd de naam "Hi Power" gebruikt voor het wapen. Deze naam bleef na de oorlog behouden, ook toen de productie weer in België plaatsvond.

## Beschrijving

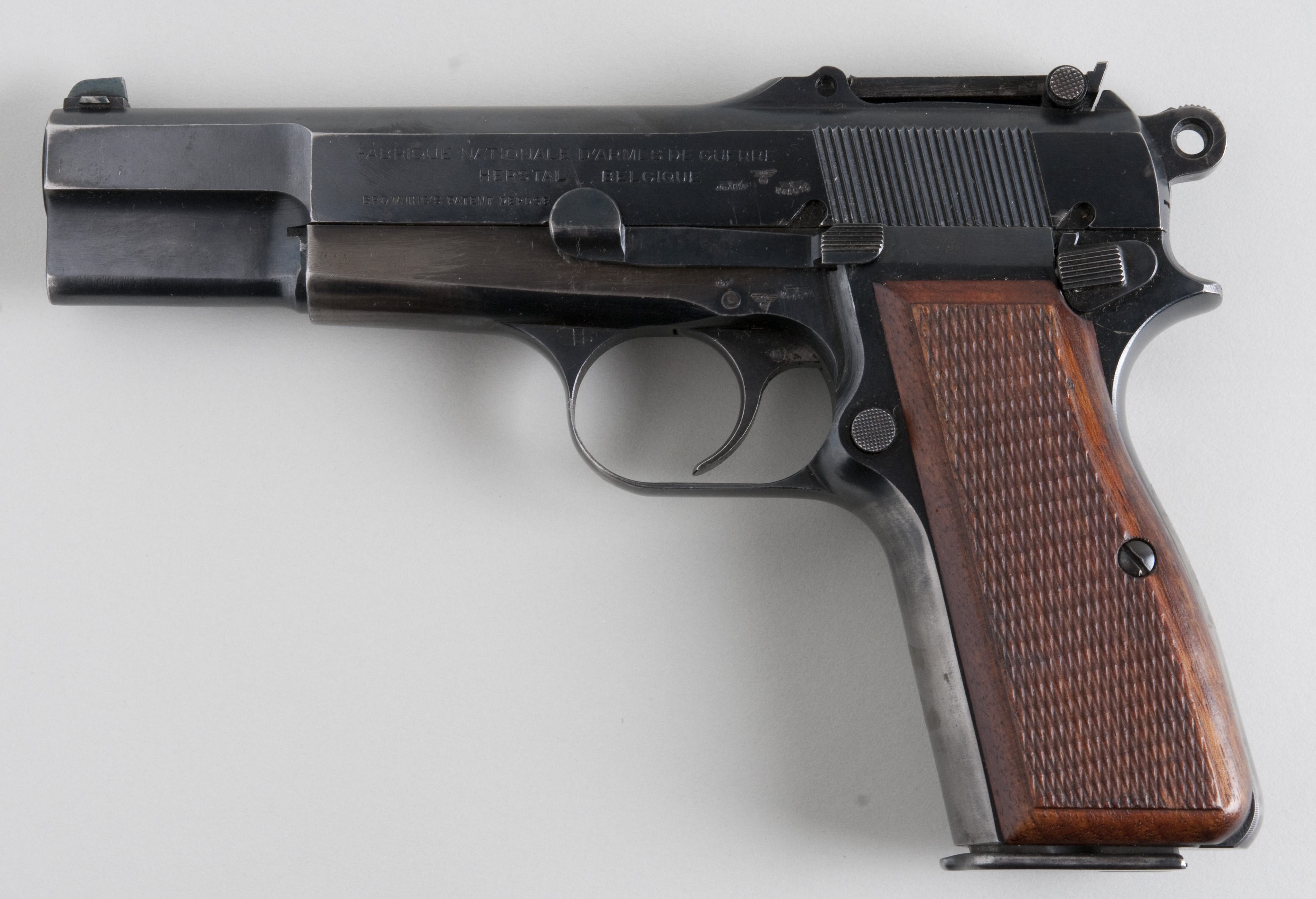
Oorspronkelijk model met laddervizier en ‘ronde’ haan

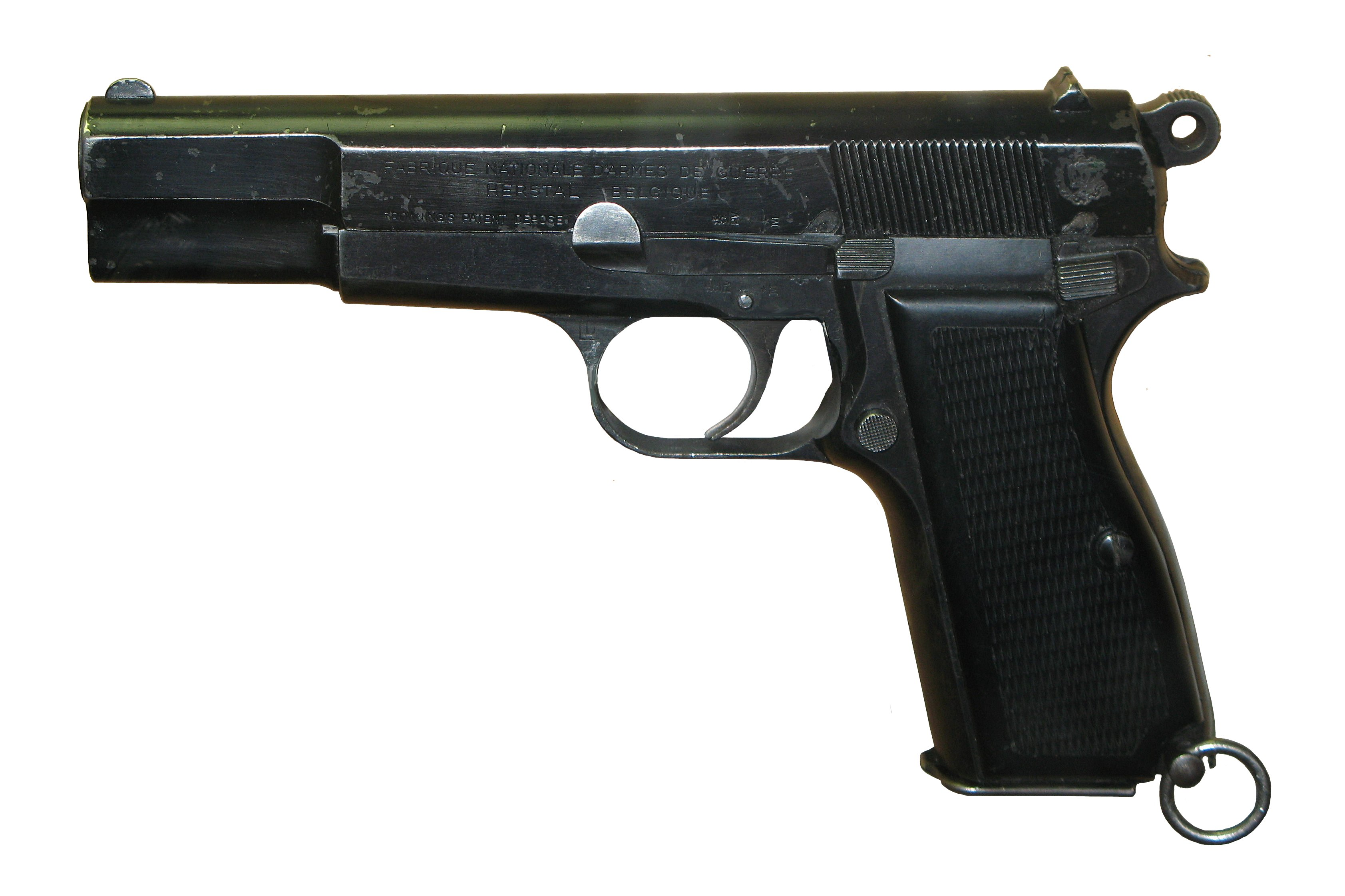
Oorspronkelijk model met vaste richtmiddelen en ‘ronde’ haan

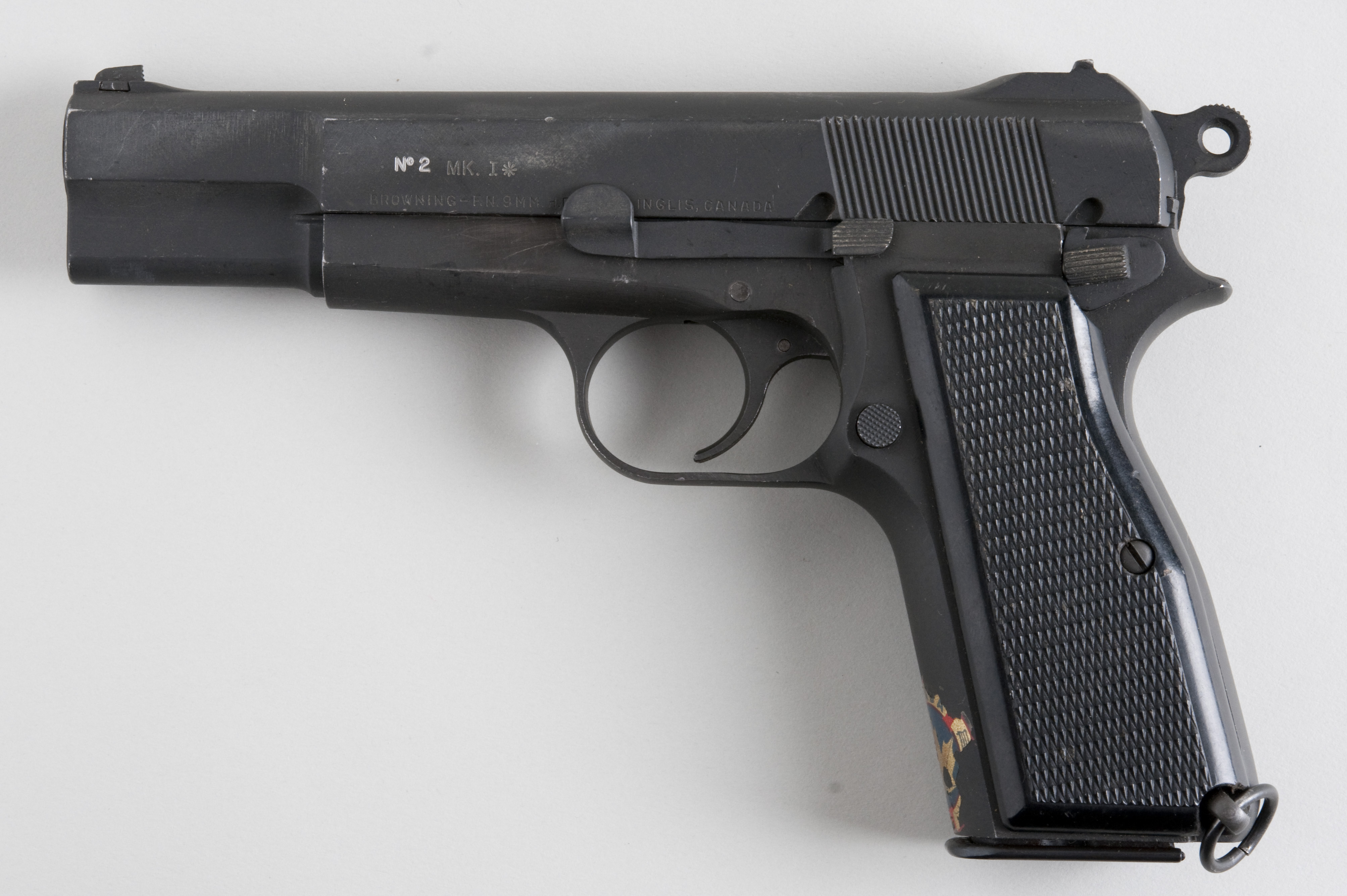
No.2 Mk1* gemaakt door Inglis, met ander model vizierkorrel en vizierkeep op verhoging

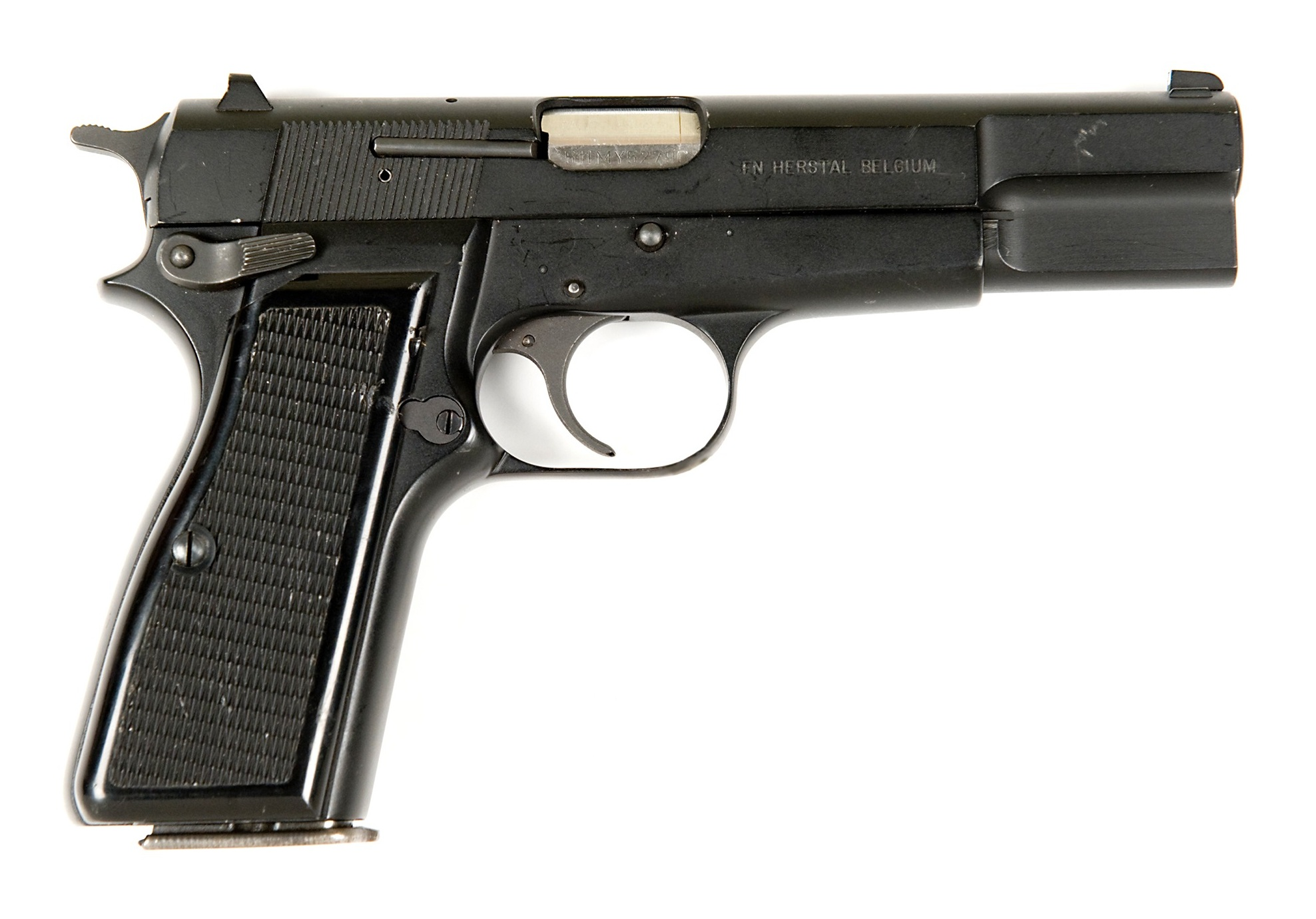
Mk II met tweezijdige rustpal, externe uitwerper en ‘rechte’ haan

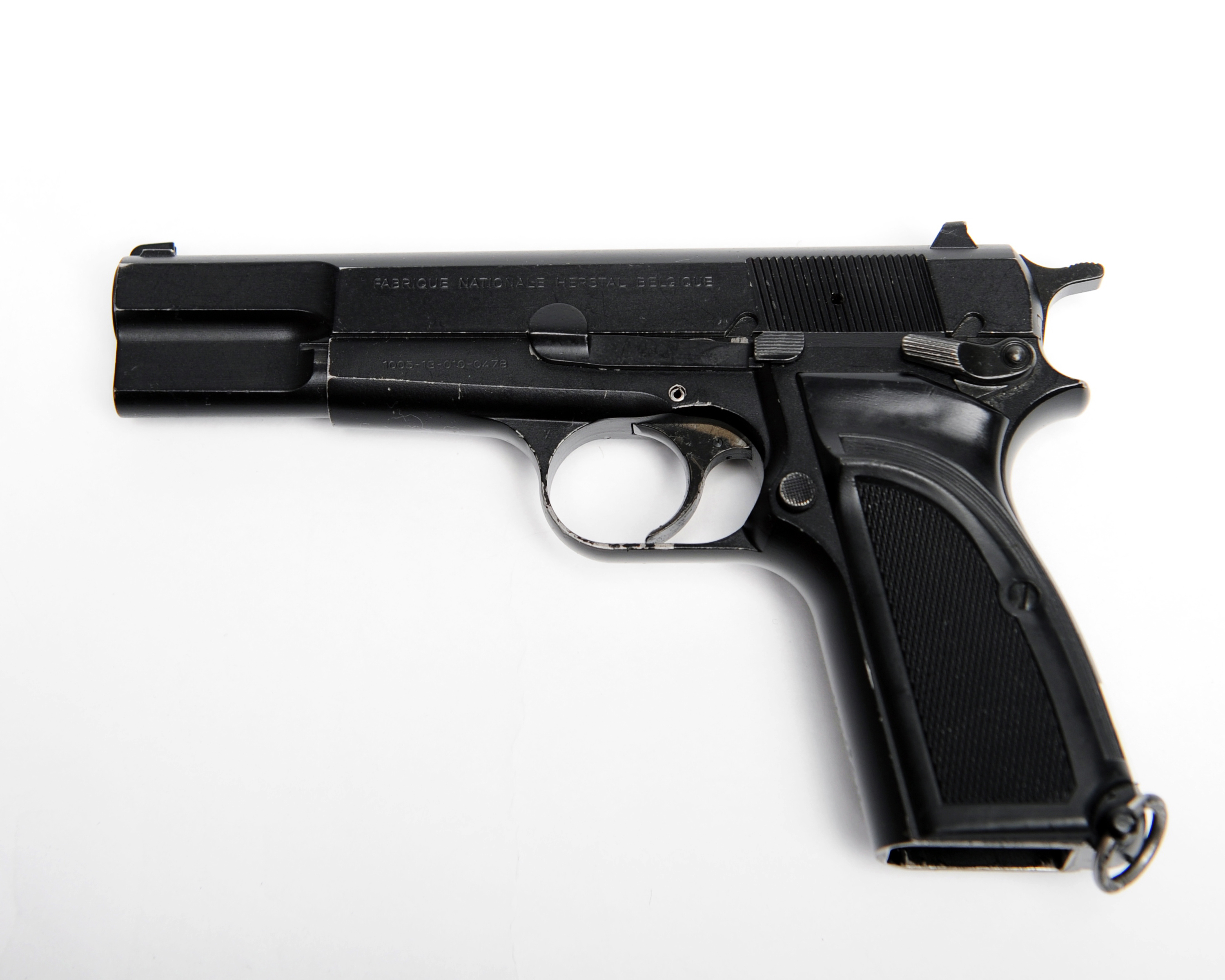
Mk III met tweezijdige rustpal, ‘rechte’ haan en ergonomische greepplaten

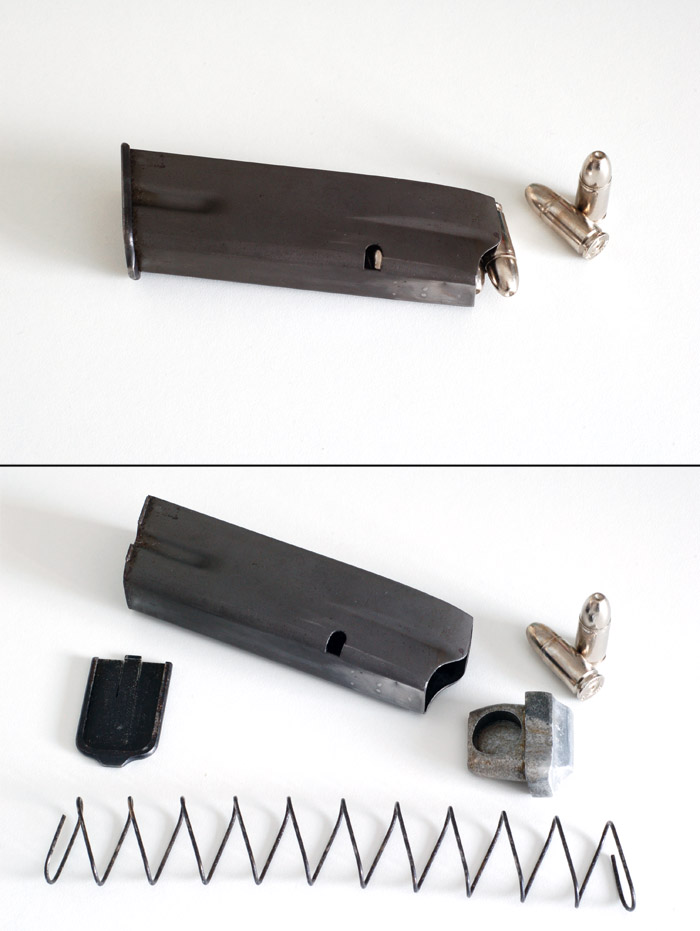
Patroonhouder voor de Browning HP; geladen en klaar voor gebruik (boven) en gedemonteerd (onder)

De Browning Hi-Power is een single action pistool met een patroonhouder voor dertien patronen, bedoeld voor persoonlijke verdediging op korte afstand. De effectieve schootsafstand is 50 meter.
De door Saive ontwikkelde dubbelkoloms patroonhouder is breder dan indertijd gebruikelijk, waardoor er meer patronen in konden (‘staggered’ of ‘double-stack’). De dubbelkoloms patroonhouder werd het standaardtype voor pistolen.
De Hi-Power kan voor gebruikersonderhoud zonder gereedschap gemakkelijk uiteengenomen worden in hoofdgroepen: kast, sledepal, slede, loop, sluitveer, sluitveerstang en patroonhouder.:p45
Het wapen is voorzien van een automatische sledestop zoals voor het eerst toegepast werd op de FN Browning M1902: de sledepal houdt, als de laatste patroon verschoten is, de slede in de achterste, geopende, stand.:p44

### Richtmiddelen
Vanaf het begin bood FN twee modellen aan: één met een verstelbaar laddervizier (‘tangent type rear sight’) en één met een vaste vizierkeep.
Het verstelbare laddervizier was op de eerste pistolen met een schaalverdeling over het gehele vizier gekalibreerd tot 1000m. Later werd het vizier gekalibreerd tot 500m, waarvoor de schaalverdeling op de helft van het vizier aangebracht werd.:p43 Na de eerste ±40.000 stuks werd het laddervizier in 1938/39 iets gewijzigd, en werd de schaalverdeling tot 500m verdeeld over de gehele lengte van het vizier.
De pistolen met vaste richtmiddelen hebben een kleine halvemaanvormige vizierkorrel (‘front sight’) aan de voorzijde bovenop de slede gezilversoldeerd, en een vierkante keep aan de achterzijde bovenop de slede. Bij latere exemplaren is de keep verwisselbaar door een zwaluwstaartnok.:p170 De vaste keep kon vervangen worden door een verstelbare "coke can" keep.sight. Elevation was with a single screw with windage set by loosening and tightening opposing screws on either end of the sight.
Hiervoor kwam begin jaren ‘70 ook een nieuwe, verstelbare vizierkeep beschikbaar, "coke can" die met schroeven zowel zijdelings als in hoogte verstelbaar was..:p170

### Veiligheid
- Kleine veiligheidspal (ook wel grendelpal, rustpal duimveiligheid genoemd) (‘thumb safety’) aan de linkerkant. De rustpal is voorzien van een tand, die in een uitsparing in de slede kan vallen. De slede heeft daartoe aan de linkerzijde aan de onderkant twee uitsparingen. Als de veiligheidspal omhoog (‘op veilig’) in de ‘achterste rust’ wordt gezet wordt de slede vergrendeld, en wordt de spanpal binnenin het wapen geblokkeerd waardoor het wapen niet afgevuurd kan worden. Als de slede naar achteren getrokken wordt, en de veiligheidspal in de ‘voorste rust’ wordt gezet, blijft de slede in de achterste, geopende, stand staan. Dit wordt gedaan bij het inspecteren of uiteennemen van het wapen.
- De eerste modellen hebben geen houderveiligheid (ook wel magazijnveiligheid) (’magazine safety’) en kunnen afvuren als er geen patroonhouder geplaatst was.[12] Latere modellen hebben wel een houderveiligheid, en kunnen niet afvuren als er geen patroonhouder geplaatst is.[12]
- Het oorspronkelijke model heeft geen slagpinveiligheid (’firing pin safety’).[26] De Mk IIIs heeft wel een interne slagpinveiligheid (‘internal firing pin lock’).[26]

### Overig
- De eerste modellen hebben een interne hulzenuitwerper (‘extractor’), uitwendig te herkennen aan het ovalen kapje van de tuimelaar-as (‘sear lever axis’) aan de rechterzijde van de slede, net achter het hulzengat (‘ejection port’). Bij modellen van na 1962 is op die plek de horizontale externe uitwerper (‘pivoting’ of ‘external extractor’) zichtbaar.[7]:p169[26]
- Het wapen heeft een externe hamer/haan. De meeste wapens zijn voorzien van een ‘ronde’ haan (‘ring’, ‘rowel’ of ‘burr hammer’), maar ‘rechte’ hanen (‘spur hammer’) komen ook voor.[26]
- Het wapen heeft een gesmede kast (‘forged frame’).[26]
- houderpal (‘magazine disconnect’) aan de linkerzijde achter de trekker.[26]
- ⌓-vormig hulzengat (‘ejection port’).[26]
- De militaire en politiepistolen zijn meestal voorzien van een draagring (‘lanyard ring’) onderaan de handgreep. Er zijn ook wapens zonder.[7]:p173[26]
- Oorspronkelijk had de Hi-Power greepplaten (‘grips’) van hout, hardrubber of kunststof en voorzien van een geruit profiel. Na de oorlog had het standaard militaire Hi-Power model greepplaten van zwart "cycolac" een sterke corrosiebestendige kunsthars.[7]:p173
- De kast en slede zijn gefosfateerd (‘parkerized’) en gevernist. Vanaf de jaren ’60 wordt de loop ook gefosfateerd.[7]:p173
- Bij wapens die voor ca. 1960 gemaakt zijn is aan rechterzijde van de slede, vóór het hulzengat (‘ejection port’), onderaan een halfronde ‘holte’ (‘half moon cut’, ‘cutaway thumb groove’) gefreesd, om de sledepal (‘slide stop’) gemakkelijker te kunnen uitnemen. Na 1960 werd dit weggelaten.[7]:p44, p169
- Begin jaren ’60 werd de productie van de loop vereenvoudigd. In plaats een machinaal bewerkte uit één stuk gesmede loop, werd voortaan een tweedelige loop gebruikt: een nauwkeurig voorbewerkte gesmede loop die stevig gesoldeerd werd op een geprefabriceerd achterste gedeelte, met kamer, loopnok (‘barrel lug’), kragen (‘locking cam slot’) en patroongeleidingsnok (‘feed ramp’).[7]:p170 De patroongeleidingsnok (‘humped feed ramp’) aan het begin van de loop is gebogen.[26]

### Varianten
In de loop der jaren zijn er vele versies van de Hi-Power geproduceerd, met vele verschillen. De meeste verschillen zijn klein, en betreffen vooral de richtmiddelen en veiligheidsvoorzieningen.
De Mk II en Mk III wijken meer af van het origineel:
- Mk II - geïntroduceerd rond 1986. Verlengde en tweezijdige veiligheidspal.[12][27] De eerste exemplaren hadden geen interne slagpinveiligheid, latere wel. ‘Rechte’ haan. Standaard verwisselbare vizierkeep met zwaluwstaartnok. De vizierkorrel is aangebracht op een verlengde lage richel bovenop de slede. In de slede zit onder de loop een gaatje, waardoor water uit een geholsterd wapen kan lopen. De patroongeleidingsnok (‘straight feed ramp’) vooraan de loop is recht, waardoor holle-punt-munitie (‘jacketed hollow-point (JHP)’) beter toegevoerd wordt. Alleen met vaste richtmiddelen. Greepplaten gewoonlijk van zwart nylon.[26]
- Mk III - Groter, vierkanter hulzengat (‘ejection port’). Nieuw model greepplaten, gewoonlijk van zwart nylon. Grotere vizierkeep en –korrel, beide verwisselbaar door zwaluwstaartnok. Vroege exemplaren hebben nog een gesmede kast; maar latere een gegoten.[26] De Mk IIIs heeft een interne slagpinveiligheid (‘internal firing pin lock’).

## Fabricage
In de jaren ‘70 verplaatste FN de productie van de Hi-Power naar hun fabriek FN Viana SARL in Neiva (Viana do Castelo) in Portugal. Hoewel de meeste Hi-Powers werden gemaakt in de fabrieken van FN in België en Portugal, werden er in verschillende landen kopieën gebouwd, al dan niet onder licentie.

### Licentie
Sinds 1935 heeft FN slechts 4 landen licentie verleend om de Hi-Power te produceren: Canada, Argentinië, Venezuela en Nigeria.:p259

#### Inglis Browning
Van van februari 1944 tot en met september 1945 produceerde John Inglis and Company in Canada in totaal ca. 151.000 Hi-Power pistolen in licentie.:p129, 259

#### FM Browning
In de jaren ‘60-1970 verleende FN een productielicentie aan Argentinië. Het Argentijnse model wordt gemaakt door Fabricaciones Militares Sociedad del Estado (FM) (nl: Staatswapenindustrie), in hun Fabrica Militar de Armas Portatiles (FMAP) “Domingo Mathieu” in Rosario. en staat bekend als FM Browning of FM Modelo Detective compacter en verving bij de Argentijnse strijdkrachten en de politie de FMAP 1927 (een door FM in licentie geproduceerde Colt M1911), maar kwam ook al snel in handen van veel Zuid-Amerikaanse drugshandelaren. De Argentijnse FM Browning wordt ook verkocht door de particuliere firma Bersa onder de naam Bersa 90.:p269-272
FM maakte ook enkele volautomatische exemplaren: de PB a Ráfaga (nl:Pistool Browning Volautomatisch).:p269-272
In Nigeria produceerde het staatsbedrijf Defence Industries Corporation of Nigeria (DICON) de wapens.:p71

### Kopieën
Daarnaast worden er verschillende ongeauthoriseerde klonen gemaakt, zoals:
- Pistol Auto 9mm 1A, ook PA 9 mm 1A of IOF 9mm pistol (hi:पिस्टल ऑटो 9mm 1A[32] (pistal oto 9mm 1a). Wordt sinds de jaren 50 geproduceerd bij Rifle Factory Ishapore (RFI) (hi: राइफल फैक्ट्री ईशापुर[33] (raiphal phaiktree eeshaapur)), onderdeel van het staatsbedrijf Indian Ordinance Factory (IOF) (hi: भारतीय आयुध निर्माणियाँ[34] (bhaarateey aayudh nirmaaniyaan)). Dit wapen is een kopie van de Inglis No. 2 Mk1*. Het is het standaard dienstpistool van de Indiase politie en het Indiase leger. Het wapen is ook in gebruik bij het Nepalese leger.[35][36]
- Pindad P1A 9mm van de firma Pindad in Bandung, Indonesië. Gemaakt sinds begin jaren ‘60. Het was tot halverwege de jaren ’70 het standaard dienstpistool van het Indonesische leger. Er werden zo’n 30.000 exemplaren gemaakt.[7]:p264-265[29]
- Аркус 94 „Белица“  (1981) (Arcus 94 „Belitsa“ ) uit Bulgarije. Kan met een ombouwset worden aangepast om .22 (5,6 mm) patronen te verschieten.[37]
- FÉG FP9 (1982) en FÉG P9R (double action) uit Hongarije[7]:p266-268
- 9 mm Kareen (1990) van J.O. Israel Arms & Ammunition Ltd[7]:p272[29] in Petach Tikwa, Israël
- TİSAŞ Regent BR9 9mm van wapenfabriek TİSAŞ uit Trabzon, Turkije.[28][38] TİSAŞ bracht het wapen op de markt nadat FN aangekondigd had de productie te stoppen

### Einde productie
In 2017 kondigde FN aan de productie van de Hi-Power te zullen beëindigen, en begin in 2018 stopte FN en Browning Arms na 83 jaar met de productie van de Hi-Power. De Hi-Power wordt nog steeds in licentie geproduceerd door de Rifle Factory Ishapore in India. Ook ongeauthoriseerde klonen worden nog steeds geproduceerd, onder andere in Turkije.

## Gebruikers
Na de oorlog werd de Browning GP ingevoerd bij een groot aantal legers en politiediensten, waaronder de Britse Special Air Service en het Amerikaanse FBI Hostage Rescue Team.
„Pistol Automatic L9A1“ is de Britse naam voor de Hi-Power’s die vanaf het eind van de jaren ‘60 de Ingles No. 2 Mk. 1 exemplaren vervingen bij het Britse leger. Vanaf 2013 verving het Britse leger de Browning L9A1 door de lichtere Glock 17 en SIG Sauer P226, maar de Hi-Power blijft daarnaast nog in gebruik.
De L9A1 is ook bij andere commonwealth strijdkrachten in gebruik.
Bij de Oostenrijkse Gendarmerie werd de Hi-Power halverwege de jaren ‘90 door de Glock 17 vervangen.
In de jaren ‘60 waren de meeste West-Duitse staatspolitiediensten (Länderpolizei) uitgerust met de 7,65 mm FN Browning 1922. Alleen de Ländespolizei in Noordrijn-Westfalen gebruikte de Hi-Power.
De Ierse krijgsmacht verving zijn Hi-Powers (daar bekend als BAP's of Browning Automatic Pistol) in 2007 door de Heckler & Koch USP.

### België
Het Belgische leger nam het wapen als Browning GP 35 (Grand Puissance) in gebruik in de jaren ‘30, ter vervanging van de FN Browning Model 1910. Ook de Belgische politie gebruikte het wapen voor de oorlog. In 2014 werd bekend dat de GP vervangen zou worden door de FN Five-seveN. De Five-seveN werd al gebruikt door de SFG en de piloten van de luchtcomponent.

### Nederland
Tijdens de Tweede Wereldoorlog ontvingen sommige Nederlandse officieren van de Britten de FN Browning HP.

Vanaf 1946 werd de Browning Hi-Power als standaard vuistvuurwapen ingevoerd bij de Nederlandse krijgsmacht. In 1987 werd besloten het wapen te vervangen door de Glock 17. Dat pistool werd medio 1994 bij de krijgsmacht daadwerkelijk in gebruik genomen als het Pistool 9 millimeter Glock 17.
Bij de Koninklijke Landmacht, Koninklijke Luchtmacht en het KNIL was de Browning Hi-Power in gebruik onder de naam Pistool model M46 Browning FN 9 mm. Bij de landmacht was het pistool M46 het het persoonlijk wapen van onder andere officieren (kapitein en hoger), hospikken, marechaussees, motorordannans, tankchauffeurs en bedienaars van groeps- en pelotonswapens, zoals FN MAG-mitrailleur, M47 Dragon TLV en Carl Gustav 84 mm TLV.
Bij de Koninklijke Marine was de Browning Hi-Power in gebruik onder de benaming was Pistool van 9 mm, nr. 6, S-AUT. (Browning F.N.).
Afbeeldingen van Nederlandse M46-pistolen

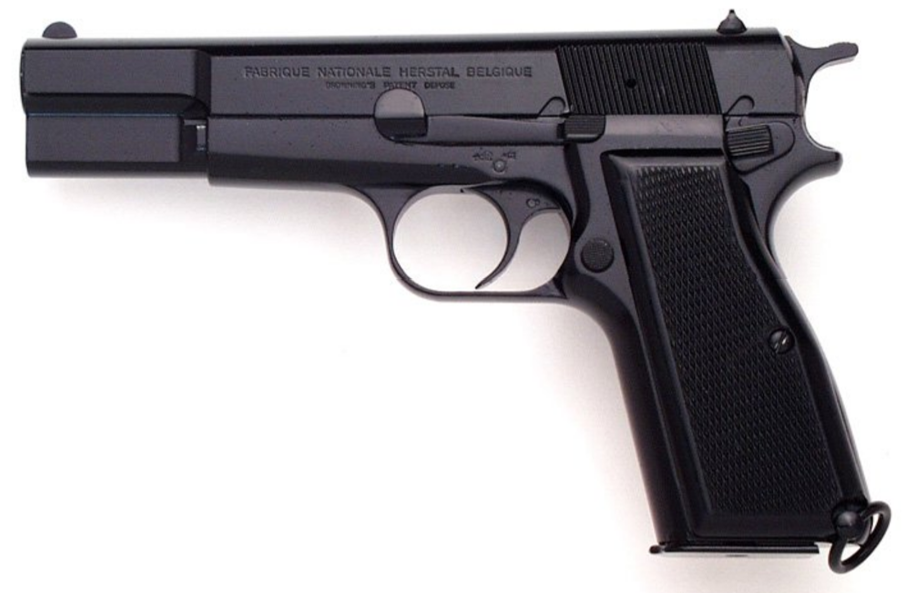
Pistool M46 (FN Browning High Power), linkerzijaanzicht
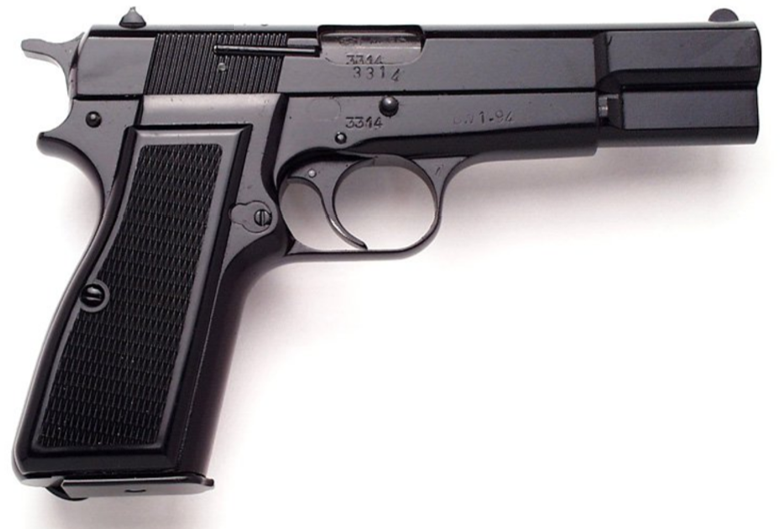
Pistool M46 (FN Browning High Power), rechterzijaanzicht
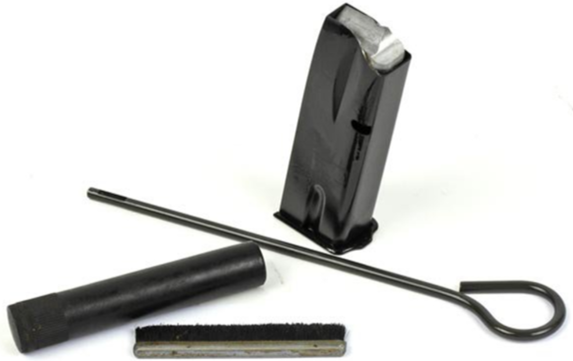
13-schots patroonmagazijn voor pistool M46 (FN Browning High Power), met pompstok, borsteltje en oliebuis
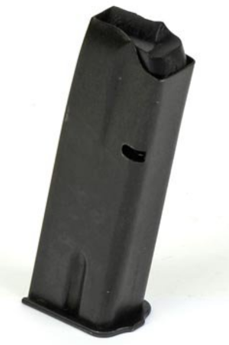
13-schots patroonmagazijn voor pistool M46 (FN Browning High Power)
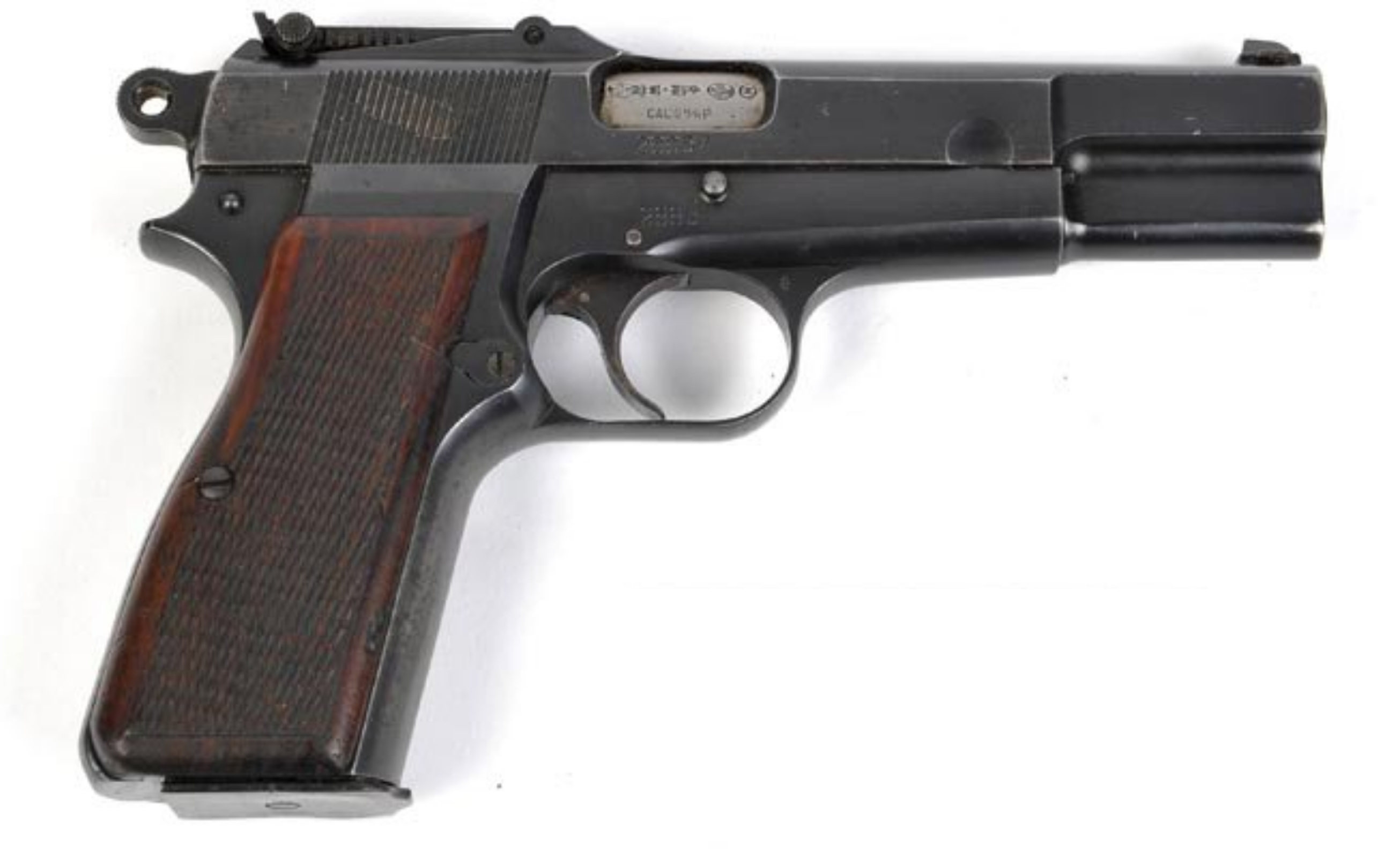
FN Browning HP met laddervizier
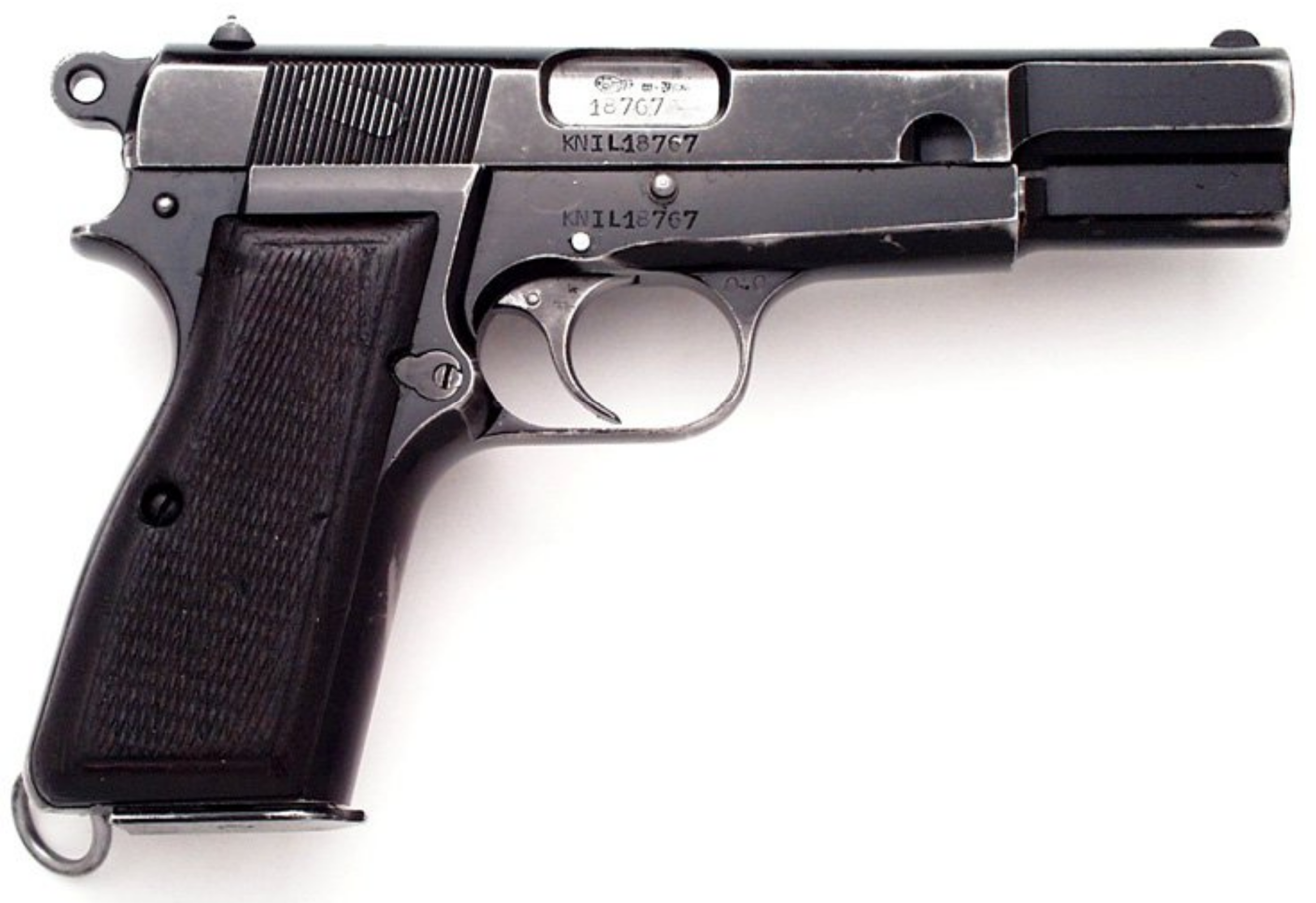
Browning High Power van het KNIL

## Trivia
Een verguld exemplaar van de Browning Hi-Power was in bezit van de Libische dictator Moammar al-Qadhafi. Hij droeg het wapen bij zich toen hij op 20 oktober 2011 door opstandelingen in de buurt van Sirte gedood werd.